# Местре, Индира
Индира Местре Баро (исп. Indira Mestre Baro; род. 21 апреля 1979, Гавана, Куба) — кубинская волейболистка, центральная блокирующая. Чемпионка мира 1998.

## Биография
До 2007 года (с двумя перерывами) выступала за команду «Сьюдад Хабана» в чемпионатах Кубы. В 1993 в составе юниорской сборной Кубы приняла участие в чемпионате мира среди девушек, а в 1997 — с молодёжной сборной страны в молодёжном чемпионате мира. С 1997 выступала уже за национальную сборную Кубы в составе которой стала чемпионкой мира 1998, чемпионкой Гран-при 2000, а также участницей и призёром других международных соревнований мирового и континентального уровня. После Панамериканских игр 2003 года завершила карьеру в сборной.
После победы на чемпионате мира 1998 решением Федерации волейбола Кубы спортсменка получила разрешение на выезд за границу и на протяжении одного сезона выступала за итальянскую команду серии А1 из города Рубьеры, после чего вернулась на Кубу. В 2004—2006 Местре играла в Испании за «Мурсию», в 2007—2009 — в Бразилии за «Маккензи» из Белу-Оризонти, в 2009—2010 — в Португалии за «Рибейренше», а в 2010—2011 — в Швейцарии за «Пфеффинген», после чего завершила игровую карьеру.      

### Клубная карьера
- до 1998 —  «Сьюдад Хабана» (Гавана);
- 1998—1999 —  «Рубьера» (Рубьера);
- 1999—2004 —  «Сьюдад Хабана» (Гавана);
- 2004—2006 —  «Мурсия» (Мурсия);
- 2006—2007 —  «Сьюдад Хабана» (Гавана);
- 2007—2009 —  «Маккензи» (Белу-Оризонти);
- 2009—2010 —  «Рибейренше» (Лажиш-ду-Пику);
- 2010—2011 —  «Пфеффинген» (Пфеффинген).

## Игровые достижения

### Со сборной Кубы
- чемпионка мира 1998.
- серебряный призёр Всемирного Кубка чемпионов 1997.
- чемпионка Мирового Гран-при 2000;
  - бронзовый призёр Мирового Гран-при 1998.
- двукратный серебряный призёр Панамериканских игр — 1999, 2003.
- серебряный призёр чемпионата NORCECA 2001.
- бронзовый призёр Панамериканского Кубка 2003.

### С клубами
Отсутствуют полные сведения о достижениях Местре в чемпионатах Кубы.
- серебряный призёр чемпионата Португалии 2010.
- серебряный призёр розыгрыша Кубка Португалии 2010.